# Frank Laubach
Frank Charles Laubach (2 de setembro de 1884 - 11 de junho de 1970) foi um missionário protestante conhecido nos EUA e nas Filipinas como "O apóstolo dos analfabetos".

## Método
Em 1935, após vinte anos de trabalhos em Mindanao, nas Filipinas, enquanto trabalhava em uma zona remota do país ele desenvolveu de forma autônoma o método Each one teach one, consistente programa de alfabetização que começou a ser difundido naquele país com incentivos privados de instituições protestantes. Seu propósito era educar a população Filipina que havia sido subjugada à colonização espanhola até as primícias do século XX, momento em que o país alcança independência. Tal metodologia, hoje conhecida como Método Laubach, vem sendo empregada, desde então, na alfabetização massiva de pessoas, com amplitude que hoje se aproxima da cifra de 60 milhões de alfabetizados em sua língua nativa. Laubach se fundamentava na difusão da leitura para a implementação do conhecimento de forma simplificada, dizendo ser o analfabetismo uma das grandes barreiras para a paz no mundo. Seu método alcançou notável sucesso onde foi aplicado, notadamente em várias regiões da Ásia e na América Latina.
Em 1955 ele inaugurou a "Fundação Laubach de Alfabetização", responsável por introduzir desde aquela época pelo menos 150 mil norte-americanos na leitura, doravante expandindo-se o programa para mais de 34 países em desenvolvimento, inclusive o Brasil. Estima-se que mais de 2,7 milhões de pessoas em todo mundo aprenderam a ler através de programas associados à Fundação Laubach de Alfabetização. Em 2002 esta fundação se coligou à Literacy Volunteers of America, Inc., tornando-se, após a fusão, a ProLiteracy Worldwide..
Sua experiência nas Filipinas fora fundamental para a criação do método, já que a existência de mais de 17 dialetos diferentes, ainda não coadunados ao espanhol, malgrado o tempo de colonização, dificultava a integração cultural do arquipélago. Assim, com o auxílio de um educador filipino chamado Donato Gália, Laubach logrou traduzir o alfabeto inglês para o dialeto mouro (até então, ainda não vertido para a grafia ocidental). Laubach procedeu à união desta translação com um antigo método norte-americano de alfabetização, que rudemente dava ênfase à primeira letra de cada palavra, fazendo uma associação entre ela e objetos do dia-a-dia do alfabetizando. Em situações diversas o aluno poderia realizar a associação mental entre a letra com várias palavras que fossem comum ao seu cotidiano, passando então a, de forma autônoma, juntar as letras e formar palavras em velocidade superior.
O trabalho de translação dos dialetos e línguas continuou por mais de 30 anos, quando mais de 225 línguas foram vertidas para a grafia ocidental, adotando-se o mesmo método de ensino que se mostrou um sucesso nas Filipinas (onde mais de 60% da população fora alfabetizada desta forma.
Até o final de sua vida, trabalhou em palestras realizadas em diversos países com o propósito de difundir a alfabetização e a cultura para jovens e adultos no mundo.
| “ | O analfabeto não deixa de ser uma pessoa instruída pelo fato de não saber ler e escrever. Ele é uma pessoa isolada do conhecimento formal. Promover a alfabetização é mudar a consciência desta pessoa, reintegrando-a ao meio em que vive e colocando-a no mesmo plano de reconhecimento de direitos humanos fundamentais. | ” |
|   | — Frank Laubach. |   |

## Obras publicadas
- Laubach, Frank C., translator. 1956. The inspired letters in clearest English (Portions of the New Testament). New York: Thomas Nelson & Sons.
- Laubach, Frank C. 1946. Prayer: The Mightiest Force in the World. Westwood, N.J.: F. H. Revell Co.
- Laubach, Frank C. 1945. The silent billion speak. New York: Friendship Press.
- Laubach, Frank C. 1970. Forty years with the silent billion: adventuring in literacy. Old Tappan, N.J.: F. H. Revell Co.
- Laubach, Frank C. 1964. How to teach one and win one for Christ: Christ's plan for winning the world: each one teach and win one. Grand Rapids: Zondervan Publishing House.
- Laubach, Frank C. 1940. India shall be literate. Jubbulpore, C.P., India: Printed by F. E. Livengood at the Mission press.
- Laubach, Frank C. 1925. The people of the Philippines: their religious progress and preparation for spiritual leadership in the Far East. New York: George H. Doran Company.
- Laubach, Frank C. 1938. Toward a literate world; with a foreword by Edward L. Thorndike. New York: Printed by Columbia University Press for the World literacy committee of the Foreign missions conference of North America.

## Leitura complementar
- AYRES, Antônio Tadeu. Como tornar o ensino eficaz. Casa Publicadora das Assembléias de Deus, Rio de Janeiro, 1994.
- BRINER, Bob. Os métodos de administração de Jesus. Ed. Mundo Cristão, SP, 1997.
- CAMPOLO, Anthony. Você pode fazer a diferença. Ed. Mundo Cristão, SP, 1985.
- GONZALES, Justo e COOK, Eulália. Hombres y Ángeles. Ed. Alfalit, Miami, 1999.
- GONZALES, Justo. História de un milagro. Ed. Caribe, Miami (s.d.).
- GONZALES, Luiza Garcia de. Manual para preparação de alfabetizadores voluntários. 3ª ed., Alfalit Brasil, Rio de Janeiro, 1994.
- GREGORY, John Milton. As sete leis do ensino. 7ª ed., Rio de Janeiro, JUERP, 1994.
- HENDRICKS, Howard. Ensinando para transformar vidas. Ed. Betânia, Belo Horizonte, 1999.
- LAUBACH, Frank C.. Os milhões silenciosos falam. s. l., s.e., s.d.
- MALDONADO, Maria Cereza. História da vida inteira. Ed. Vozes, 4ª ed., SP, 1998.
- SMITH, Josie de. Luiza. Ed. la Estrella, Alajuela, Costa Rica, s.d.
- SPACH, Jules. Todos os Caminhos Conduzem ao Lar. Recife, PE, 2000.
- Roberts, Helen M. 1961. Champion of the silent billion: the story of Frank C. Laubach, apostle of literacy. St. Paul: Macalester Park Pub. Co.
- Laubach, Frank C. Letters by a Modern Mystic. Foreword by Alden H. Clark. Edited and compiled by Constance E. Padwick. Syracuse, N.Y.: New Readers Press, 1955. First published in 1937.
- Edwards, Gene, ed. Practicing His Presence: Frank Laubach and Brother Lawrence. Goleta, Calif.: Christian Books, 1973. An instructive comparison.
- Laubach, Frank C. Christ Liveth in Me and Game with Minutes. Westwood, N.J.: Fleming H. Revell Co., 1961. A practical guide to living with God in mind.
- Prayer, the Mightiest Force in the World. Westwood, N.J.: Fleming H. Revell Co., 1951.
- The World Is Learning Compassion. Westwood, N.J.: Fleming H. Revell Co., 1958. Chapter 7 deals with Truman's "Point Four" referred to earlier.
- Medary, Marjorie. Each One Teach One: Frank Laubach, Friend to Millions. New York: Longmans, Green & Co., 1954. An account of Laubach's linguistic methods.